# Encephalartos septentrionalis
Encephalartos septentrionalis är en kärlväxtart som beskrevs av Georg August Schweinfurth. Encephalartos septentrionalis ingår i släktet Encephalartos och familjen Zamiaceae. IUCN kategoriserar arten globalt som nära hotad. Inga underarter finns listade i Catalogue of Life.